# کوراهانا
کوراهانا (به لاتین: Korahana) یک منطقهٔ مسکونی در سری‌لانکا است که در استان مرکزی (سری‌لانکا) واقع شده‌است.